# District historique d'Hunter Hereford Ranch
Le district historique d'Hunter Hereford Ranch – en anglais Hunter Hereford Ranch Historic District – est un district historique du comté de Teton, dans le Wyoming, aux États-Unis. Protégé au sein du parc national de Grand Teton, il est inscrit au Registre national des lieux historiques depuis le 24 août 1998.